# Массовые убийства в Арамоане
Массовые убийства в Арамоане или Бойня в Арамоане (англ. Aramoana massacre) — массовый расстрел, произошедший 13 ноября 1990 года в небольшом приморском новозеландском городке Арамоана, к северо-востоку от Данидина. Местный житель Дэвид Грей убил 13 человек, включая местного сержанта полиции Стюарта Гатри, одного из первых, кто отреагировал на сообщения о стрельбе, после словесной перепалки между Греем и его соседом. После тщательного обыска домов на следующий день полицейские во главе с Антитеррористическим отрядом  (ATS) обнаружили Грея, и ранили его, когда он выходя из дома, открыл стрельбу по спецназу. Он скончался в машине скорой помощи во время транспортировки в больницу.
Вплоть до 2019 года, когда произошёл Расстрел в мечетях Крайстчёрча, этот инцидент был самым смертоносным в истории Новой Зеландии. В 1992 году в новозеландское законодательство об огнестрельном оружии были внесены радикальные изменения, включая 10-летние фотолицензии и жёсткие ограничения на полуавтоматическое огнестрельное оружие военного образца.

## Подробности

### Первоначальный инцидент
Инцидент начался 13 ноября в 19:30, когда Дэвид Грей поругался с соседом Гарри Холденом из-за одной из его дочерей, зашедшей на территорию Грея. После ссоры Грей зашёл в свой дом, достал полуавтоматическую винтовку Norinco 84S, вышел на улицу и несколько раз выстрелил Холдену в грудь, после чего подошёл к нему и смертельно ранил его в голову.
Рядом были три молодые девушки: две дочери Холдена, Чикита и Жасмин, и дочь его девушки Джули Энн Брайсон, Рива. Девочки забежали в дом Холдена, чтобы спрятаться, когда Грей зашёл на территорию Холдена. Он быстро нашёл Чикиту и выстрелил ей в грудь и руку из полуавтоматической спортивной винтовки Squires and Bingham Model 16, одна из пуль застряла у неё в животе. Вскоре он нашёл двух других девушек и убил их.
Чикита, которой удалось сбежать, выскочила через заднюю дверь, пробежала мимо тела отца к ближайшему дому Брайсонов, в то время как Грей поджёг дом Холдена. Джули Энн Брайсон, подобрав Чикиту, узнала от неё, что Рива и Жасмин всё ещё находятся в доме Холдена, поехала туда на своём фургоне вместе с Чикитой, пытаясь спасти девочек. Грей выстрелил в фургон, когда тот проезжал мимо дома, который к тому времени уже горел.
Грей начал беспорядочную стрельбу в грузовой автомобиль полный местных жителей, которые увидели, как горит дом Холдена, и остановились, чтобы помочь. Сначала он выстрелил несколько раз в спину Ванессе Перси, когда она в ужасе бежала по улице (она умерла несколько часов спустя на месте происшествия). Затем он расстрелял пикап, в котором Росс Перси вёз трёх детей домой после рыбалки. Увидев пожар он подъехал к дому Холдена, где Грей сначала убил двух мальчиков, Лео Уилсона и Дайона Перси, сестра мальчиков, Стейси, была тяжело ранена пулей в живот, но выжила, а затем смертельно ранил в голову Росса. Следующим был убит Алеки Тали. Затем Грей вошёл в дом Тима Джеймисона, убив его и ещё одного пожилого местного жителя, бывшего мэра Грин-Айленда Вика Кримпа. Следующей жертвой стал Джеймс Диксон, который искал свою собаку. Ева Элен Диксон, мать Джеймса, и сосед Крис Коул вышли на дорогу, чтобы узнать, что это за шум. Грей выстрелил в них обоих, ранив Коула, который находился в телефонной будке, вызывая полицию, а миссис Диксон успела нырнуть в канаву. Миссис Диксон, которая недавно перенесла замену тазобедренного сустава и не могла ходить без посторонней помощи, доползла на животе до своего дома и позвонила по номеру 1-1-1 (номер телефона экстренной связи в Новой Зеландии). Затем она поползла обратно к Коулу, чтобы сообщить ему, что едет помощь. К этому моменту уже темнело, и диспетчер посоветовал ей оставаться в доме. Позже миссис Диксон получила Медаль Георга за храбрость. Помощь прибыла слишком поздно и Коул скончался в больнице.

### Первые прибывшие на место происшествия
Первым прибывшим вооружённым полицейским был сержант Стюарта Гатри, офицер, отвечающий за полицейский участок Порт-Чалмерса, и унтер-офицер в отряде по борьбе с вооружёнными преступниками (AOS). Он был вооружён полицейским револьвером Smith & Wesson Model 10 (полицейские на передовой в Новой Зеландии обычно не носят огнестрельное оружие). Гатри заручился помощью констебля Рассела Андерсона, который прибыл незадолго до этого с пожарной службой. Гатри вооружил Андерсона винтовкой, принадлежащей местному жителю. С приближением темноты пара двинулась через посёлок к дому Грея, где Гатри разместил констебля, чтобы тот прикрывал переднюю часть, в то время как сам переместился, чтобы прикрыть более опасную заднюю часть дома. Прибыли детектив Пол Алан Нокс и два констебля, начав первый шаг стандартной полицейской стратегии для вооружённых преступников «оцепление, сдерживание, переговоры».
Гатри наблюдал за Греем и передавал его передвижения внутри дома в полицейский центр связи. Через некоторое время он потерял стрелка из виду и посоветовал детективу предупредить всех быть начеку. Андерсон заметил Грея, выходящего из передней части своего дома, и приказал ему оставаться на месте, на что тот быстро отступил, пройдя через заднюю часть дома. Укрывшись во дворе соседнего дома, Гатри столкнулся с Греем, выходящим из темноты. Крича стрелку, чтобы тот сдавался, он сделал предупредительный выстрел. Грей крикнул: «Не стреляй!», заставив Гатри поверить, что он сдаётся. Однако Грей внезапно выстрелил несколько раз, один выстрел попал Гатри в голову, убив его мгновенно.
Через несколько минут прибыло отделение AOS из Данидина и установило блокпостом примерно в 250 метрах вдоль единственной дороги из Арамоаны, защищая его бронемашиной. Подразделения AOS из Крайстчёрча, Тимару и Инверкаргилла были вызваны для поддержки. Ситуация считалась опасной, поскольку у Грея была винтовка с оптическим прицелом, что делало его потенциально опасным на большом расстоянии. К этому моменту было приказано застрелить Грея на месте — без предупредительного выстрела.

### Антитеррористический отряд
Комиссар полиции Джон Джеймисон уполномочил ATS, специализированное контртеррористическое подразделение, отправиться в Арамоану и найти Грея. Члены группы находились в Крайстчёрче, Веллингтоне и Окленде. Не имея возможности получить транспорт ВВС, 14 ноября группа села на ранний утренний бизнес-рейс.
Отряд был вооружён пистолетами-пулемётами HK MP5, столкнувшись с некоторыми проблемами при провозе огнестрельного оружия на коммерческих рейсах. На борту также находились министр МВД Джон Бэнкс и Джули Холден, которая описала Арамоану ATS. Большое количество репортёров встретило рейс по прибытии в Данидин. Автобус доставил ATS в Порт-Чалмерс, где жители Арамоаны проинформировали группу о посёлке и Грее. ATS совершили разведывательный полёт над посёлком на вертолёте ВВС UH-1H Iroquois. Первоначально вертолёт летел высоко, поскольку у него не было брони от огня из стрелкового оружия, так как Грей ранее этим утром обстрелял частный новостной вертолёт. Затем экипаж Iroquois совершил низкие, медленные пролёты над участками кустарника, где, как предполагалось, скрывался Грей, перевозя вооружённых полицейских и сбрасывая гранаты со слезоточивым газом, пытаясь «выманить его». Экипаж Iroquois летал более восьми часов в поддержку операции в течение дня, включая размещение полицейских снайперов на окружающих холмах. После первоначального разведывательного полёта ATS выдвинулись двумя отрядами и встретились с Timaru AOS, которые удерживали позиции. Группа получила приказ открыть огонь: «если у него есть огнестрельное оружие, его следует застрелить». Тем временем Грей залез в чужой дом, немного поел и лёг спать.

### Поиски и перестрелка
ATS сначала отправились к дому Грея, пройдя мимо тел на улице. После зачистки соседних домов они бросили в дом Грея светошумовую гранату, а затем применили слезоточивый газ. Выбив дверь, они обнаружили, что дом пуст. Затем группа двинулась по дороге, проверяя каждый дом, по отряду по обе стороны улицы. AOS из Уонгануи, Палмерстон-Норта, Нейпира и Нью-Плимута прикрывали ATS со спины. ATS обнаружили револьвер сержанта Гатри в саду и женщину, которая пряталась под столом более двадцати часов.
После долгого дня поисков от дома к дому, ATS проверили дом с разбитым окном на северо-восточной стороне посёлка. У дома были большие живые изгороди с обеих сторон и фибролитовый сарай сзади. Группа ненадолго заметила Грея у окна, после чего завязалась перестрелка. Спецназ бросил светошумовую гранату в окно, но она отскочила от матраса, который Грей поставил в качестве баррикады, и приземлилась около штурмовиков. ATS выстрелили слезоточивым газом в дом. Грей начал стрелять отстреливаться.
ATS открыли огонь, обе стороны стреляли в течение двух минут, Грей ходил внутри, беспорядочно стреляя. Шальная пуля, пролетевшая через дом, попала в лодыжку офицера ATS. Как только началась стрельба, ВВС заняли позицию в воздухе, чтобы Грей не смог скрыться в близлежащих кустах.

### Смерть Грея
Около 17:50 Грей выбежал из дома, стреляя в спецназ и крича «Убейте меня! Убейте меня, ё***ный в рот, ублюдки!». Он сделал несколько шагов, прежде чем его ранили выстрелами ATS. Грей получил пять ранений: в глаз, шею, грудь и дважды в пах. Даже с этими травмами он яростно сопротивлялся полиции, вырвавшись из пластиковых стяжек, прежде чем его снова заковали в наручники, при этом ругая полицию за то, что они его не убили. Сотрудники скорой помощи оказали ему первую помощь на месте происшествия и по пути в больницу Данидина, но скорая помощь не уехала далеко от Арамоаны, и в 18:10 Грей скончался от полученных ран.
Внутри дома полиция обнаружила однозарядную винтовку Vickers-Martini MK II, винтовку Winchester Model 750 с глушителем, самозарядный карабин Симонова фирмы Norinco, винтовку Squires and Bingham Model 16, пневматическую винтовку, сотни патронов калибра .22 Long Rifle и около 100 патронов калибра .223 Remington. Когда Грей был застрелен, у него были Remington Nylon 66 калибра .22 Long Rifle, а также Norinco 84 калибра .223 Remington. Полиция сделала от 50 до 60 выстрелов, и в операции участвовало не менее 150 полицейских.
Обугленные тела Ривы Брайсон и Жасмин Холден были найдены в том, что осталось от дома семьи Холден. К концу инцидента четырнадцать человек, включая Грея, были мертвы.

## Преступник
Дэвид Малкольм Грей (20 ноября 1956 года – 14 ноября 1990 года), 33 года, безработный житель Арамоаны, родился в Данидине (Новая Зеландия) и вырос в Порт-Чалмерсе. Его отец, Дэвид Фрэнсис Грей, работал в производственной компании, а мать, Мэри Элизабет Грей, была машинисткой. У него были сестра Джоан и брат Барри.
Грей учился в начальной школе Порт-Чалмерса, а затем с 1971 по 1973 в средней школе для мальчиков Отаго. Бывший одноклассник заявил, что Грей был тихим и скромным, и что «тогда в нём не было ничего пугающего». Те, кто знал Грея, помнили его как одиночку со времён начальной школы. Он иногда работал на ферме, но был безработным в течение нескольких лет до 1990 года.
Оба родителя Грея умерли раньше него, отец 30 ноября 1978 года, а мать 22 января 1985 года. Его сестра сказала, что смерть их матери глубоко повлияла на Дэвида и побудила его переехать из Порт-Чалмерса в семейный дом отдыха Греев в Арамоане.
Грей был постоянным клиентом в книжном магазине Galaxy Books and Records на Лоуэр-Стюарт-стрит в Данидине. Билл Броснан, владелец магазина, знавший его семь лет, сказал, что Грей был поклонником военных книг и журнала Soldier of Fortune (Солдат удачи). В январе 1990 года он угрожал продавцу книжного магазина чем-то, что выглядело как дробовик в картонной коробке, после чего полиция вручил ему уведомление о незаконном проникновении. Его сестра вспоминала, что он был любителем животных. Местные жители рассказали, что это стало источником конфликта с его соседом Гарри Холденом, у которого постоянно умирали домашние животные.

## Погибшие и раненые

### Погибшие
- Рива Арики Брайсон — 11 лет, приёмная дочь Джули Брайсон
- Саймон Кристофер «Крис» Коул — 62 года
- Виктор Джеймс «Вик» Кримп — 71 год
- Джеймс Александр «Джим» Диксон — 45 лет
- Сержант Стюарта Гатри — 41 год, полицейский Порт-Чалмерса
- Гарри Джон Холден — 38 лет
- Жасмин Эмбер Холден — 11 лет, дочь Гарри Холдена
- Магнус «Тим» Джеймисон — 69 лет
- Росс Джеймс Перси — 42 года
- Ванесса Грейс Перси — 26 лет, жена Росса Перси
- Дион Рэймонд Джек Перси — 6 лет, сын Росса и Ванессы Перси
- Алеки Тали — 41 год
- Лео Уилсон — 6 лет

### Раненые
- Стейси Перси — 3 года, дочь Росса и Ванессы Перси
- Чикита Холден — 9 лет, дочь Гарри Холдена
- Детектив Стивен Вон — офицер полиции Веллингтона[29] (упоминается как «Гамма» в рассказе Билла О'Брайена)

## Причины
Психическое и физическое состояние Грея ухудшилось в течение нескольких месяцев, предшествовавших нападению. Были некоторые свидетельства прогрессирующего ухудшения его психического состояния перед стрельбой, поскольку он отдалился от немногих друзей, которые у него были. Утром 13 ноября он отправился в Данидин и посетил банк, где он сердито возражал против банковской комиссии в размере 2 новозеландских долларов за чек.
Затем он отправился в оружейный магазин Elio's Gun Shop на улице Кинг Эдвард-стрит в Южном Данидине, внеся депозит в размере 100 долларов за оружие, которое он намеревался забрать на следующей неделе. В Continental Coffee Bar ему подали холодный пирог, и он впал в ярость. После того, как его попросили уйти, он пригрозил владельцам, сказав: «Я вернусь, я достану вас. Я вас взорву».

## Последствия
Через три дня после инцидента дом Грея по адресу 27 Muri Street в Арамоане был намеренно подожжён и сгорел дотла. Пожарная бригада Порт-Чалмерса прибыла на место и потушила окружающую растительность, чтобы предотвратить распространение огня. Около пятидесяти жителей наблюдали, как горит дом Грея, и, как сообщалось, смеялись, когда это происходило. Родственники Грея потребовали прекратить расследование поджога, когда с ними связалась полиция.
Этот инцидент был самым массовым расстрелом людей в истории Новой Зеландии до Стрельбы в мечетях Крайстчёрча 15 марта 2019 года.
Это вызвало длительные дебаты о контроле над оружием, поскольку основным оружием Грея была полуавтоматическая винтовка Norinco 84S, которая внешне и по внутреннему механизму напоминала российский автомат АК-47, а также у него было ещё три полуавтоматических огнестрельных оружия. Судебно-медицинская экспертиза доказала, что четверо погибших и один из раненых пострадали от винтовки Norinco, а ещё один был ранен из винтовки Squires Bingham. Фрагменты, извлечённые из других жертв, не привели к идентификации оружия.
Инцидент напрямую привёл к поправке к законодательству Новой Зеландии об огнестрельном оружии в 1992 году, ужесточив контроль над оружием и создав категорию полуавтоматического огнестрельного оружия военного образца.

### Награды за храбрость
Некоторые из участников данного инцидента получили награды за храбрость:
- Крест Георга – сержант Стюарта Гатри (посмертно)
- Медаль Георга – миссис Ева Элен Диксон
- Медаль Королевы за отвагу – Виктор Джеймс Кримп (посмертно), констебль Дон Николас Фрейзер Харви, детектив Пол Алан Нокс, констебль Терри Эдвард ван Тёрнхаут, старший констебль Дэвид Томас Уэйр
- Благодарность королевы за храброе поведение – сержант Майкл Артур Кайн, констебль Тимоти Филип Эштон, констебль Роберт Уильям Барласс, констебль Питер Джерард МакКарти, Чикита Даниэла Холден

### Благодарности полиции
Кроме того, ряд сотрудников полиции, участвовавших в инциденте, получили внутренние награды за заслуги.
- Золотая награда за заслуги – инспектор Мюррей Джеймс Форбс (передовой командир двух антитеррористических отрядов), детектив Стивен Патрик Вон
- Почётная грамота – детектив-сержант Брайан Кейт Вудкок (командир отряда), констебль Грегори Джеймс Каммингс, констебль Майкл Лин Расбэтч (члены отряда)

### Мемориалы
- В Арамоане установлен мемориал жертвам
- Мемориал сержанту Стюарту Гатри был воздвигнут возле полицейского участка Данидина. Его имя также было добавлено на мемориальную доску в Королевском полицейском колледже Новой Зеландии, а также дань ему была опубликована на сайте полиции[37]. Полиция и Музей полиции также опубликовали заявления в связи с годовщиной его смерти

### Последующие события
В 2009 году появилась информация, что Медаль Георга миссис Диксон была украдена из музея, так как её не удалось найти. После того, как о краже стало известно в новостях и социальных сетях, её нашли на следующий год в шкафу в музее, где она хранилась и была плохо каталогизирована.
В феврале 2018 года родственники сержанта Стюарта Гатри продали Крест Георга (врученный ему посмертно) лорду Эшкрофту. Министерство культуры и наследия подверглось критике за одобрение этой продажи.
В 2018 году (27 лет спустя) выжившие Чикита Холден (37 лет) и детектив Стивен Вон (55 лет) поженились. Оба были ранены во время инцидента, но выжили. Они впервые встретились в больнице Данидина, когда восстанавливались после травм, где они сравнивали шрамы и подписывали друг другу гипсовые повязки. Вон ушёл из полиции в 2012 году после 30-летней карьеры и был награжден Новозеландским орденом Заслуг в 2016 году за свои заслуги перед полицией и обществом. Холден стал специалистом по убийствам в службе поддержки жертв.

## Культурное влияние

### Книги
Об инциденте было написано по крайней мере две книги в стиле нон-фикшн: «Трагедия в Арамоане» журналиста Пола Бенземанна и «Арамоана: Двадцать два часа террора» полицейского Билла О'Брайена. Также инциденту посвящены главы в книгах «Путешествие в Арамоану – его история» Гордона Джонстона и «Признания с передовой» лидера STG Мюррея Форбса.

### Кино и телевидение
Художественный фильм, основанный на данном инциденте, «Гром среди ясного неба», режиссёра Роберта Саркиса с Карлом Урбаном в одной из главных ролей, был впервые показан на Международном кинофестивале в Торонто 12 сентября 2006 года. Съёмки фильма столкнулись с противодействием со стороны некоторых граждан в Арамоане, что привело к тому, что большую часть фильма пришлось снимать в другом соседнем посёлке. Однако в конечном итоге сообщество разрешило снять небольшое количество сцен в Арамоане. Они согласились на это только при условии, что фильм не будет называться «Арамоана» и что они посмотрят фильм до его выхода в широкий прокат.
Документальный фильм Брайана Брюса 1997 года «Хладнокровное убийство» исследует Дэвида Грея и события, приведшие к убийствам в Арамоане, сравнивая психологические сходства между Греем и другими массовыми убийцами и исследуя новозеландское законодательство в отношении законов об оружии.

### Музыка
Инцидент вдохновил новозеландскую группу «The Mutton Birds» на песню «A Thing Well Made» на их одноимённом дебютном альбоме. Песня поётся от лица владельца магазина спортивных товаров в Крайстчёрче. В конце песни он описывает свою работу на день, которая включает в себя отправку "одного АК-47 для какого-то коллекционера". Группа из Данидина «The Chills» более прямо обращается к инциденту в Арамоане в песне «Strange Case» с альбома 1992 года «Soft Bomb». Участники недавно группы из Веллингтона «Goatrider» написали песню «David Gray», которая впоследствии появилась на их кассетном релизе ограниченного тиража 1992 года «FTS».